# بات رالف
بات رالف (بالإنجليزية: Patricia Marjorie Ralph)‏ هي أحيائية نيوزيلندية، ولدت في 5 أبريل 1920، وتوفيت في 23 مارس 1995.